# Нови пазар (Сърбия)
Вижте пояснителната страница за други значения на Нови пазар.
Нови пазар (на сръбски: Нови Пазар или Novi Pazar; на босненски: Novi Pazar; на турски: Yeni Pazar – Йени Пазар) e град в Сърбия, административен център на община Нови Пазар.
Градът е сред центровете на историческата област Санджак, известна още като област Стара Рашка. Според преброяването през 2002 г. Нови пазар има 54 604 жители. Населението е съставено предимно от бошняци (84,86%).

## История
Нови пазар замества късносредновековно Търговище. Мястото му в центъра на Новопазарското поле е средищно и изключително подходящо за пазарище. Намирало се в центъра на района, днес известен като Стари Рас, а областта на запад от Търговище става известна като Стара Рашка. Днес това е т.нар. Ужички край, чиито характерни черти и особености са прекрасно описани от Евлия Челеби по османско време.
В 1871 година дебърски майстори изграждат църквата „Свети Никола“.
След Руско-турската война (1877-1878) Нови пазар става център на новообразувания Новопазарски санджак, откъдето идва името Санджак на целия край.

## География
Разположен е в Рашки окръг, в югозападната част на региона Централна Сърбия, Република Сърбия. Намира се в центъра на котловина, наречена Новопазарско поле. През града протича река Рашка.
Населението на града през 2002 година е 54 604 души.
| Етнически групи | Население | Дял (в %) |
| --------------- | --------- | --------- |
| бошняци         | 46 339    | 84,86%    |
| сърби           | 6724      | 12,31%    |
| мюсюлмани       | 904       | 1,65%     |
| албанци         | 120       | 0,21%     |
| югославяни      | 105       | 0,19%     |
| черногорци      | 93        | 0,17%     |
| хървати         | 19        | 0,03%     |
| горани          | 15        | 0,02%     |
| руснаци         | 12        | 0,02%     |
| цигани          | 7         | 0,01%     |
| словенци        | 7         | 0,01%     |
| румънци         | 5         | 0,00%     |
| македонци       | 5         | 0,00%     |
| унгарци         | 4         | 0,00%     |
| българи         | 2         | 0,00%     |
| чехи            | 1         | 0,00%     |
| германци        | 1         | 0,00%     |
| непознато       | 125       | 0,22%     |
| Общо            | 54 604    | 100%      |

## Политика
Общинският съвет на община Нови Пазар се състои от 47 членове.
| Партия | Партия                         | Брой съветници (от 47) |
| ------ | ------------------------------ | ---------------------- |
|        | Листа за Санджак               | 22                     |
|        | Санджакска демократична партия | 17                     |
|        | Сръбска радикална партия       | 3                      |
|        | Партия за Санджак              | 3                      |
|        | Сръбски демократичен алианс    | 2                      |

## Образование
В града има 2 университета. За откриването в града на първия от тях през 2002 г. съдейства Зоран Джинджич.

## Спорт
ФК Нови Пазар е създаден през 1928 година.